# Motordrivet fordon
Motordrivet fordon är enligt svensk väglagstiftning samlande namn på motorfordon, traktor, motorredskap och terrängmotorfordon. Det definieras som ett fordon som för framdrivande är försett med motor. Uttryckligt undantag från definitionen görs för sådan eldriven rullstol eller sådant eldrivet fordon med en tramp- eller vevanordning som är att anse som cykel och får framföras i en hastighet av högst 25 km/h.